# Aeroportul Avon Park Executive
Aeroportul Avon Park Executive (IATA: AVO, ICAO: KAVO, FAA LID: AVO) este un aeroport din Avon Park⁠(d), Comitatul Highlands, Florida, Statele Unite ale Americii ce deservește zona Avon Park⁠(d). A fost numit după zona deservită.
Situat la o altitudine de 49 m, aeroportul dispune de 2 piste.

## Infrastructură

### Piste
Aeroportul dispune de 2 piste. Pista 05/23 are suprafața de asfalt și dimensiunile 5.374 picioare × 100 picioare. Pista 10/28 are suprafața de asfalt și dimensiunile 3.844 picioare × 75 picioare. 